# O'Connor
För andra betydelser, se O'Connor (olika betydelser).
O'Connor är ett irländskt efternamn, som burits av bland andra:
- Alexander O'Connor

- Bryan D. O'Connor
- Buddy O'Connor

- Carroll O'Connor
- Cian O'Connor
- Cormac Murphy-O'Connor

- David O'Connor
- Donald O'Connor

- Edwin O'Connor

- Feargus O'Connor
- Flannery O'Connor
- Frances O'Connor

- Gerry O'Connor

- Hazel O'Connor

- Karen O'Connor
- Kevin O'Connor

- Logan O'Connor

- Mary Anne O'Connor
- Matt O'Connor
- Myles O'Connor

- Pat O'Connor (regissör)
- Paudie O'Connor

- Renee O'Connor
- Richard O'Connor
- Rory O'Connor

- Sandra Day O'Connor
- Sinéad O'Connor
- Siobhan-Marie O'Connor
- Susan O'Connor

- T.P. O'Connor
- Thomas Power O'Connor
- Tim O'Connor

- Una O'Connor

- Wally O'Connor
- William O'Connor